# Тихая жизнь
 «Тихая жизнь» (яп. 静かな生活 Сидзука на сэйкацу) — цикл рассказов Кэндзабуро Оэ, опубликованный в 1990 году издательством «Коданся». В 1995 году режиссёр Дзюдзо Итами снял одноимённую экранизацию произведения.

## Содержание и история публикации
1. Тихая жизнь (静かな生活). Впервые опубликовано в журнале «Бунгэйсюндзю» (04/1990).
2. Подкидыши на этой планете　(この惑星の捨て子). «Гундзо» (05/1990).
3. Сталкер (案内人). «Switch» (05/1990)
4. Кошмары робота (自動人形). «Синтё» (06/1990).
5. Литературная печаль (小説の悲しみ). «Бунгакукай» (07/1990).
6. Дневник как дом (家としての日記). «Гундзо» (08/1990).

## Сюжет
Повествование ведётся не как обычно у Оэ в циклах 1980-90-х гг. от лица авторского «я» (писателя К), а от лица двадцатилетней дочери этого «я» Ма-тян, оставленной со старшим и младшим братьями родителями, уехавшими в Калифорнию по приглашению американского университета. Это не мешает Оэ вкраплять в текст изощрённый анализ «Сталкера» Тарковского, «Ригодона» Селина и «Бесконечной истории» Энде, за нереалистичность чего был даже подвергнут критике.
К переживает глубокий кризис, требующий для своего разрешения смены обстановки. Кризис вызван отчасти фиаско, которое он потерпел, не справившись с ремонтом сантехники у себя в доме. Отдалившись от самого себя через голос Ма-тян, Оэ позволил в этом и многочисленных других эпизодах произведения пародию на самого себя. Голос самого К, однако, постоянно вступает с ней в диалог через переписку, которую он ведёт с дочерью.
В своём комментарии к «Тихой жизни» Оэ отмечал, что первоначальный замысел произведения ограничивался сочинением одной новеллы и только после публикации первой части стал обретать свою окончательную форму.

## Переводы
- На английский язык: Kenzaburo Oe. A Quiet Life. Translated by Kunioki Yanagishita and William Wetherall. — New York: Grove Press, 1996. — 240 p. — ISBN 0802115977.
- На русский язык: Кэндзабуро Оэ. Подкидыши на этой планете. Пер. с анг. // Совсем другие истории (Telling Tales). Составитель Надин Гордимер. — М.: Открытый мир, 2006. — С. 372—384. — ISBN 5-9743-0040-8.. В переводе — только часть оригинального произведения.